# Anous
Az Anous a madarak osztályának lilealakúak (Charadriiformes) rendjébe és a sirályfélék (Laridae) családjába tartozó nem.

## Rendszerezésük
A nemet James Francis Stephens, 1826-ban, az alábbi 3 vagy 5 faj tartozik ide:
- barna noddi (Anous stolidus)
- fekete noddi (Anous minutus)
- indiai noddi (Anous tenuirostris)
- Anous ceruleus[1] vagy Procelsterna cerulea[2]
- Anous albivitta[1] vagy Procelsterna albivitta[2]